# Foulbé (Cameroun)
Foulbé est un village situé à l'est du Cameroun dans le département de la Kadey. Il se trouve plus précisément dans l'arrondissement de Bombé dans le quartier de Bombé-ville

## Population
En 2005, le village de Foulbé comptait 1 218 habitants dont : 606 hommes et 612 femmes.